# 336 (EP)
336 es un disco de vinilo de 10 pulgadas de la banda AFI lanzado por DreamWorks Records, disponible exclusivamente en Hot Topic.
El EP contiene dos nuevas canciones "Now the World" y "Reivers Music". Es conocido como 336 para los fanes de AFI, y fue el comienzo de Clandestine Mystery que continuó en su álbum Sing the Sorrow.
Sólo 5000 copias fueron hechas, pero el contenido de 336 fue después puesto como caras b en "Girl's Not Grey", Pt. 2.
Una más nueva grabación de "Now the World" puede ser encontrada en los lanzamientos para Reino Unido de Sing of Sorrow.

## Listado de canciones
1. "Now The World"  – 4:01
2. "Reivers Music"  – 3:24

- Datos: Q2361111